# Bienheureux
Pour les articles homonymes, voir Bienheureux (homonymie) et Beatus (homonymie).

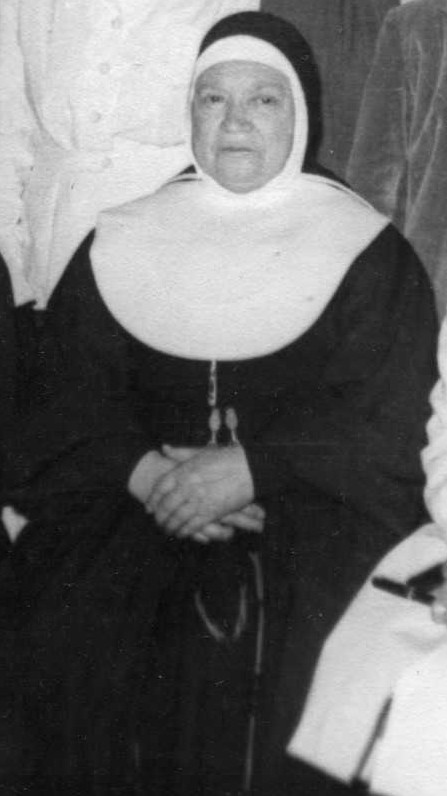
La religieuse italienne Maria Ludovica De Angelis, vénérée comme bienheureuse par l'église catholique depuis 2004.

Bienheureux ou bienheureuse est un titre conféré par l'Église catholique à une personne défunte, en raison des actes qu'elle a accomplis au cours de sa vie ou d'un sacrifice. La procédure visant à reconnaître ce statut est la béatification. Celle-ci succède au « décret d'héroïcité des vertus » et précède la canonisation déclarant le défunt comme saint.

## Liste alphabétique de bienheureux

### A
- Bx Adalbert Nierychlewski, prêtre polonais béatifié en 1999 par le pape Jean-Paul II
- Bse Alexandrina de Balazar, mystique portugaise béatifiée en 1996 par le pape Jean-Paul II
- Bse Alix Le Clerc, religieuse lorraine béatifiée en 1947 par le pape Pie XII
- Bx Amadeo de Silva (pt), mystique portugais et prêtre franciscain de culte immémorial[1]
- Bx Antoine Chevrier, prêtre français béatifié en 1986 par le pape Jean-Paul II
- Bx Antoine Neyrot, martyr italien béatifié en 1767 par le pape Clément XIII
- Bx Arnaud Cataneo, martyr italien

### B
- Bse Bolesława Lament, religieuse polonaise béatifiée en 1991 par le pape Jean-Paul II

### C
- Bx Charles Carnus béatifié en octobre 1926.
- Bx Charles Ier empereur d'Autriche béatifié en 2004 par le pape Jean-Paul II
- Bx Charlemagne, roi des Francs et empereur d'Occident, toléré bienheureux par le pape Benoît XIV
- Bse Clémence de Trèves, religieuse allemande
- Bx Carlo Acutis, béatifié par le pape François en 2020.
- Bx Bonaparte Ghisilieri, membre du Tiers-Ordre franciscain.

### D
- Bx Daniel Brottier, missionnaire français béatifié en 1984 par le pape Jean-Paul II

### E
- Bx Étienne Maconi
- Bse Eugénie Smet (Sœur marie de la providence)

### F
- Bse Félicité Pricet
- Bx Fra Angelico
- Bx Frédéric Ozanam

### G
- Bx Guillaume-Joseph Chaminade
- Bx Guy de Montpellier

### H
- Bse Héloïse de Coulombs

### I
- Bse Imelda Lambertini
- Bse Inès Takeya

### J
- Bx Jacques Burin
- Bx Jacques Haddad
- Bx Jacques Salomoni
- Bx Jacques-Désiré Laval
- Bx Jean Moschus
- Bx Jean-Bernard Rousseau (frère Scubilion)
- Bx Jean-Louis Bonnard
- Bx Jean de Montmirail[2]
- Bse Jeanne de Portugal
- Bx Joachim de Flore

### L
- Bx Louis de Thuringe
- Bx Louis-Zéphirin Moreau

### M
- Bse Marie de l'Incarnation (Barbe Acarie, o.c.d.)
- Bse Marie du Divin Cœur (née Maria Droste zu Vischering)
- Bse Marie Poussepin
- Bse Marie-Christine de Savoie
- Bse Marie-Élisabeth Turgeon
- Bse Marie-Rose Durocher
- Bse Marie-Thérèse de Soubiran
- Bse Marguerite Bays
- Bx Maurice Tornay
- Bx Michał Sopoćko

### N
- Bx Nicolas Roland
- Bx Niels Stensen

### O
- Bse Ombeline de Jully
- Bse Osanna de Kotor
- Bse Osanna de Mantoue

### P
- Bx Pedro González Telmo
- Bx Pie IX

### R
- Bse Rani Maria Vattalil
- Bx Richard de Saint-Vanne
- Bx Richard de Sainte Anne (Lambert Trouvez, o,f.m Rec)
- Bx Roger le Fort
- Bx Roméo de Limoges

### S
- Bse Sandra Sabattini
- Bx Stanisław Tymoteusz Trojanowski
- Bx Stéphane Nehmé

### U
- Bx Ugo Panziera

### V
- Bx Valentin Paquay
- Bx Vincent L'Hénoret

### W
- Bx William Howard

## Liste de groupes de bienheureux
- Bienheureux martyrs
- Bienheureux Guy (plusieurs personnes)
- Bienheureuses carmélites de Compiègne